# Calycolpus cochleatus
Calycolpus cochleatus är en myrtenväxtart som beskrevs av Mcvaugh. Calycolpus cochleatus ingår i släktet Calycolpus och familjen myrtenväxter. Inga underarter finns listade i Catalogue of Life.